# Halvor Møgster
Halvor Olai Larsen Møgster (Austevoll, Hordaland, 21 de desembre de 1875 - Austevoll, Hordaland, 22 de febrer de 1950) va ser un regatista noruec que va competir a començaments del segle xx.
El 1920 va prendre part en els Jocs Olímpics d'Anvers, on va guanyar la medalla d'or en els 12 metres (1907 rating) del programa de vela, a bord de l'Atlanta.